# شفقنا
شفقنا (به انگلیسی: Shafaqna مخفف International Shia News Agency) یا پایگاه بین‌المللی همکاری‌های خبری شیعه یکی از خبرگزاری‌های فعال در عرصهٔ دینی است که در ۱۵ فوریهٔ ۲۰۱۲ آغاز به کار کرد. این رسانه انتشار اخبار شیعی و «بازکردن باب گفتگو میان اسلام شیعی و سایر مذاهب و ادیان» را از اهداف خود معرفی کرده‌است.
شفقنا به زبان‌های فارسی، عربی، اردو، ترکی و انگلیسی و فرانسه و اسپانیایی و روسی خبر منتشر می‌کند و دسترسی به خبرهای آن آزاد است. رتبه جهانی آلکسای این خبرگزاری، رتبه ی 1910 در فروردین سال 1401 بوده است. و در رتبه بندی پایگاه های خبری ایران در سال های 1400 در کنار سه پایگاه دیگر در ردیف نخست رتبه بندی قرار گرفت.
گفته می‌شود این رسانه به دفتر آیت‌الله سیستانی، مرجع تقلید شیعه، نزدیک است و در این خبرگزاری یک صفحه اختصاصی به این مرجع شیعه که در نجف اقامت دارد، اختصاص پیدا کرده‌است و بسیاری از پیام‌های اختصاصی او در این صفحه و دیگر زبان‌های این رسانه منتشر می‌شود.

## رتبه در میان پایگاه‌های خبری
کمیته‌ی رتبه بندی وزارت فرهنگ و ارشاد اسلامی، در پنجم اردیبهشت ۱۴۰۲ رتبه‌بندی بهترین پایگاه‌های خبری کشور را منتشر کرد که  شفقنا به تنهایی حائز رتبه نخست شد.
در سال ۱۴۰۱ نیز شفقنا به همراه تابناک و انتخاب و عصر ایران و ورزش ۳ ....، مشترکا رتبه نخست را حايز شده بود. اما در سال ۱۳۹۷ در سومین دوره رتبه بندی شفقنا حائز رتبه دوم و در دومین دوره در سال ۱۳۹۵ نیز همین رتبه را کسب کرده بود.
| سال               | رتبه                       |
| ----------------- | -------------------------- |
| ۱۴۰۲ پنجمین دوره  | ۱                          |
| ۱۴۰۱ چهارمین دوره | ۱ به همراه تابناک و انتخاب |
| ۱۳۹۷ سومین دوره   | رتبه دوم                   |
| ۱۳۹۵ دومین دوره   | رتبه دوم                   |

## وجه تمایز شفقنا
شفقنا تحولات حوزه‌های علمیه و مجامع دینی فرهنگی و دانشگاهی را پوشش می‌دهد و در این حال با رسانه‌های هم نوع خود تمایزاتی دارد. از وجوه تمایز شفقنا این است که رسماً دیدگاه‌ها و فتاوی همه مراجع شیعه در نجف و قم را منعکس می‌کند و صرفاً به انعکاس دیدگاه‌های برخی مراجع، بسنده نمی‌کند. بنابر ین دیدگاه‌ها و استفتائات مراجعی چون سید علی سیستانی، سید محمد سعید حکیم، محمد اسحاق فیاض، بشیر نجفی در نجف و یوسف صانعی و سید صادق روحانی نیز علاوه بر مراجع رسمی قم نظیر شبیری زنجانی، صافی گلپایگانی، مکارم شیرازی، وحید خراسانی، جعفر سبحانی و نوری همدانی در این پایگاه بازتاب دارد. عدم انحصار به تشیع و پوشش اخبار اهل تسنن  و سایر ادیان و مذاهب از دیگر تمایزها و ویژگیهای این رسانه است،
استفتائات شفقنا به ویژه فتاوی سید علی سیستانی در رسانه‌های ایران بازتاب دارد. یک بار نیز شفقنا استفتائی دربارهٔ پارازیت ماهواره و آسیب‌های آن منتشر ساخت که برخی مراجع ارسال چنین پارازیت‌هایی را در صورت زیان منع کردند و بازتاب وسیعی داشت ، .
گفتگوی ۲۰۰ صفحه ای شفقنا با علی اکبر هاشمی رفسنجانی که در ۱۶ قسمت در سال ۹۱ منتشر شد، بلندترین گفتگو با این سیاستمدار روحانی است که تاکنون منتشر شده‌است

## تصویر بحث‌برانگیز
در پی یک راهپیمایی در قم، تصاویری از روحانیان معترض به حسن روحانی منتشر شد. در یکی از این تصاویر پلاکاردی با شعار تهدید آمیز «ای آن که مذاکره شعارت استخر فرح در انتظارت» دیده می‌شد. مضمون این تهدید و تصویر بسیار بحث‌برانگیز شد. این تصویر در تمام رسانه‌های ایران سانسور شد اما شفقنا تنها رسانه ای بود که در کنار تصاویر این راهپیمایی، تصویر یاد شده را نیز منتشر کرد.

## خبر نخستین فوتی در اثر کرونا
در پی شیوع کرونا در ایران، شفقنا نخستین رسانه ای بود که خبر درگذشت یک فرد مبتلا به کرونا در ایران (قم) را در ۳۰ بهمن ۱۳۹۸ رسماً رسانه‌ای کرد. پس از آن بود که خبر درگذشت چند بیمار دیگر کرونایی در ایران اعلام شد.

## عید بحث‌برانگیز فطر ۱۳۹۹
خبرگزاری شفقنا در شامگاه شنبه جهارم خرداد ۱۳۹۹، اقدام به انتشار دیدگاه همه مراجع تقلید شیعه در کنار دیدگاه سید علی خامنه‌ای رهبر ایران کرد. این در حالی بود که رسانه‌های رسمی کشور از این کار امتناع داشتند. رهبر ایران روز یک شنبه را عید فطر اعلام کرد اما بسیاری از مراجع شیعه از جمله مراجع سید علی سیستانی، لطف‌الله صافی، شبیری زنجانی، جوادی آملی، یوسف صانعی و سبحانی روز دوشنبه را عید اعلام کردند و شفقنا نظر این مراجع را نیز در کنار نظر رهبری بازتاب داد. طبق خبر شفقنا، ناصر مکارم شیرازی و وحید خراسانی نیر ابتدا اعلام کردند که حلول ماه برای ایشان ثابت نشده‌است اما روز یک شنبه نظر خود را تغییر دادند. اعلام تفاوت نظر مراجع دربارهٔ روز عید بحث‌های فراوانی سطح نخبگان و جامعه برانگیخت و بسیاری آن را حق مراجع دانستند و در این حال مخالفانی نیز در میان کسانی که مایل نبودند نظر سایر مراجع منعکس شود یافت به گونه ای که چندین رسانه که مخالف انتشار نظر همه مراجع بودند، اقدام به انتشار مقالاتی علیه شفقنا کردند، تا جایی که خبرگزاری فارس و چندین رسانه همسو با انتشار خبرهایی از جمله از از قول یک روحانی خواستار برخورد قضایی با خبرگزاری شفقنا شد اما خبرگزاری شفقنا، اقدام خود را در چارچوب وظایف ذاتی خود و تفاوت نظر مراجع دربارهٔ روز عید را یک امر فقهی و در حوزه تشخیص مراجع دانست که کسی نمی‌تواند در آن دخالت کند.